# Xylotrechus insignis
Xylotrechus insignis är en skalbaggsart som beskrevs av Leconte 1873. Xylotrechus insignis ingår i släktet Xylotrechus och familjen långhorningar. Inga underarter finns listade i Catalogue of Life.